# 安娜·丽塔·斯帕拉恰里
安娜·丽塔·斯帕拉恰里（義大利語：Anna Rita Sparaciari，1959年3月3日—），意大利前女子击剑运动员。她曾代表意大利参加1980年夏季奥林匹克运动会击剑比赛的女子个人花剑和女子团体花剑项目。